# Prêmio Demidov

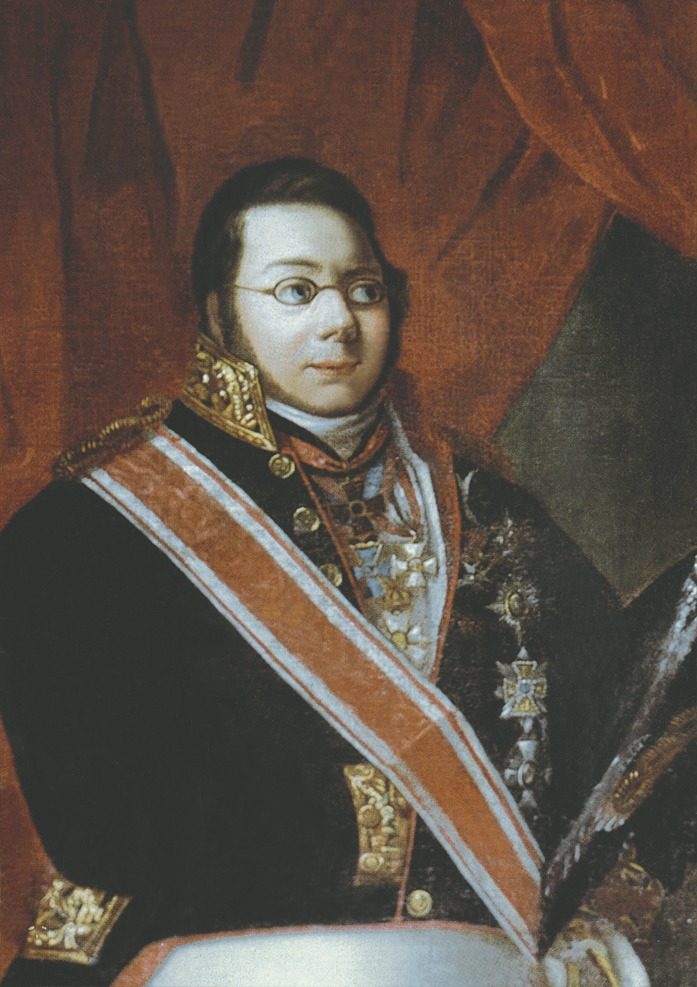
Pavel Nikolaevich Demidov, fundador do prêmio

O Prêmio Demidov (em russo:  Демидовская премия) foi um prêmio científico nacional do Império Russo, concedido anualmente a membros da Academia de Ciências da Rússia. Um dos mais prestigiosos e antigos prêmios científicos do planeta, sua tradição influenciou outros prêmios da área, incluindo o Prêmio Nobel.[carece de fontes?] O Prêmio Demidov foi relançado pelo governo do Oblast de Sverdlovsk em 1993.
Em 1831 Pavel Demidov, representante da então influente família Demidov, estabeleceu um prêmio científico em seu nome. A Academia de Ciências de São Petersburgo (atual Academia de Ciências da Rússia) foi escolhida como instituição de concessão do prêmio. Em 1832 o presidente da Academia de Ciências de São Petersburgo, Sergey Uvarov, concedeu o primeiro prêmio.
De 1832 a 1866 a academia concedeu 55 prêmios integrais (5.000 rublos) e 220 prêmios parciais. Dentre os laureados estavam notáveis russos: o fundador do campo cirúrgico e inventor do método de imobilização em gesso para o tratamento de fraturas, Nikolay Pirogov; o navegador e geógrafo Adam Johann von Krusenstern; o criador da tabela periódica, Dmitri Mendeleiev; o inventor do motor elétrico, Moritz von Jacobi; e muitos outros.
Depois de 1866, 25 anos após a morte de Pavel Demidov e de acordo com os termos de seu legado, não houve mais premiação. Em 1993, por iniciativa do vice-presidente da Academia de Ciências da Rússia, Gennady Mesyats, e do governador do Oblast de Sverdlovsk, Eduard Rossel, a tradição do Prêmio Demidov foi restabelecida. O prêmio é concedido a realizações excepcionais em ciências naturais e humanidades. Os laureados são selecionados anualmente dentre os membros da Academia de Ciências da Rússia. De acordo com a tradição todo ano a Fundação Científica Demidov seleciona três ou quatro acadêmicos como laureados. O prêmio inclui uma medalha, um diploma e $ 10.000. A cerimônia de premiação ocorre anualmente no Palácio do Governo do Oblast de Sverdlovsk, em Ecaterimburgo, Rússia. Os laureados com o prêmio apresentam uma palestra na Universidade Estatal dos Urais.

## Laureados

### Edição original
1832
- Magnus Georg Paucker, física
- Yulii Gagemeyster, economia

1833
- Alexander Vostokov, filologia
- Filipp Reyf, filologia

1835
- Fydor Sidonskiy, filosofia
- Nikita Bichurin, história
- Pyotr Sokolov, filologia

1836
- Fyodor Petrovich Litke, geografia
- Nikolai Brashman, matemática
- Alexander Mikhailovsky-Danilevsky, história

1837
- Ivan Kruzenshtern, geografia
- Friedrich Wilhelm August Argelander, astronomia
- Nikolay Gerasimovich Ustryalov, história

1838
- Stanislav Shoduar, história

1839
- Hyacinth Bitschurin, filologia
- Alexander Kazembek, filologia
- Nikolay Medem, ciência militar

1840
- Mikhail Pogodin, filologia
- David Chubinov, filologia
- Moritz von Jacobi, física

1841
- Alexander Postels, biologia
- Franz Josef Ivanovich Ruprecht, biologia

1842
- Ferdinand von Wrangel, geografia

1844
- Aleksandr Vostokov, filologia
- Gerasim Pavsky, filologia
- Nikolai Ivanovich Pirogov, medicina

1845
- Friedrich von Adelung, geografia

1846
- Aleksey Savich, astronomia
- Józef Kowalewski, filologia
- Karl Ernst Claus, química

1847
- Alexander von Keyserling, geografia
- Pavel Kruzenshtern, geografia
- Anatoly Demidov, geografia
- Dmitry Tolstoy, história
- David Chubinashvili, filologia

1849
- Pafnuti Tchebychev, matemática

1850
- Fyodor Goremykin, ciência militar

1851
- Nikolai Ivanovich Pirogov, medicina
- Mikhail Reyneke, geografia

1852
- Konstantin Nevolin, história
- Loggin Zeddeler, ciência militar

1853
- Dmitry Milyutin, história

1854
- M. Bulgakov, teologia
- Konstantin Nevolin, história

1855
- Dmitri Jouravski, technical sciences

1857
- Nikolai Turczaninow, biologia
- Heinz Christian Pander, geografia

1858
- Iosif Goshkevich, filologia

1859
- Carl Maximowicz, biologia

1860
- Nikolai Ivanovich Pirogov, medicina
- Fyodor Dmitriyev, direito

1861
- Pyotr Pekarsky, filologia
- Modest Bogdanovich, história

1862
- Modest Korf, história
- Dmitri Mendeleiev, química

1863
- Grigory Butakov, ciências marinhas

1865
- Fyodor Smit, história
- Lyudvig Shwarts, geodésia

## A partir de 1993
| Ano  | Imagem | Recipiente                     | Área                    | Referência  |
| ---- | ------ | ------------------------------ | ----------------------- | ----------- |
| 1993 |        | Sergei Vonsovski               | física                  | [ 1 ]       |
| 1993 |        | Nikolay Kochetkov              | química                 | [ 1 ]       |
| 1993 |        | Boris Chesnokov                | geologia                | [ 1 ]       |
| 1993 |        | Valentin Yanin                 | história                | [ 1 ]       |
| 1993 |        | Anatoly Viacheslavovich Karpov | economia                | [ 1 ]       |
| 1994 |        | Boris Rauschenbach             | mecânica                | [ 1 ]       |
| 1994 |        | Aleksandr Bayev                | biologia                | [ 1 ]       |
| 1994 |        | Pyotr Kropotkin                | geologia                | [ 1 ]       |
| 1994 |        | Nikita Tolstoy                 | filologia               | [ 1 ]       |
| 1995 |        | Andrey Gaponov-Grekhov         | física                  | [ 1 ]       |
| 1995 |        | Genrich Tolstikov              | química                 | [ 1 ]       |
| 1995 |        | Vladimir Magnitsky             | geofísica               | [ 1 ]       |
| 1995 |        | Nikolay Pokrovsky              | história                | [ 1 ]       |
| 1996 |        | Nikolay Krasovsky              | matemática e mecânica   | [ 1 ]       |
| 1996 |        | Vladimir Sokolov               | biologia                | [ 1 ]       |
| 1996 |        | Georgy Golitsyn                | geociências             | [ 1 ]       |
| 1996 |        | Eugene Chelyshev               | filologia               | [ 1 ]       |
| 1997 |        | Alexander Skrinsky             | física                  | [ 1 ]       |
| 1997 |        | Nikolay Vatolin                | química                 | [ 1 ]       |
| 1997 |        | Nikolai Laverov                | geociências             | [ 1 ]       |
| 1997 |        | Andrey Zaliznyak               | linguística             | [ 1 ]       |
| 1998 |        | Oleg Gazenko                   | biologia                | [ 1 ]       |
| 1998 |        | Andre Gonchar                  | matemática              | [ 1 ]       |
| 1998 |        | Valentin Sedov                 | história                | [ 1 ]       |
| 1998 |        | Nikolai Yushkin                | geociências             | [ 1 ]       |
| 1999 |        | Zhores Alferov                 | física                  | [ 1 ]       |
| 1999 |        | Nikolai Dobretsov              | geociências             | [ 1 ]       |
| 1999 |        | Vladimir Tartakovsky           | química                 | [ 1 ]       |
| 2000 |        | Victor Maslov                  | matemática              | [ 1 ]       |
| 2000 |        | Nikolai Semikhatov             | mecânica                | [ 1 ]       |
| 2000 |        | Rem Petrov                     | geociências             | [ 1 ]       |
| 2000 |        | Tatyana Zaslavskaya            | economia e sociologia   | [ 1 ]       |
| 2001 |        | Aleksandr Prokhorov            | física                  | [ 1 ]       |
| 2001 |        | Viktor Kabanov                 | química                 | [ 1 ]       |
| 2001 |        | Igor Gramberg                  | geociências             | [ 1 ]       |
| 2002 |        | Ludvig Faddeev                 | matemática              | [ 1 ]       |
| 2002 |        | Viktor Savelyev                | medicina                | [ 1 ]       |
| 2002 |        | Vladimir Kudryavtsev           | direito                 | [ 1 ]       |
| 2002 |        | Gennady Mesyats                | física                  | [ 1 ]       |
| 2003 |        | Boris Litvinov                 | física                  | [ 1 ]       |
| 2003 |        | Irina Beletskaya               | química                 | [ 1 ]       |
| 2003 |        | Oleg Bogatikov                 | geociências             | [ 1 ]       |
| 2004 |        | Gury Marchuk                   | matemática              | [ 1 ]       |
| 2004 |        | Vladimir Bolshakov             | biologia                | [ 1 ]       |
| 2004 |        | Anatoly Derevyanko             | história e arqueologia  | [ 1 ]       |
| 2005 |        | Oleg Krokhin                   | física                  | [ 1 ]       |
| 2005 |        | Nikolai Lyakishev              | fisicoquímica           | [ 1 ]       |
| 2005 |        | Alexei Kontorovich             | geociências             | [ 1 ]       |
| 2006 |        | Timur Eneev                    | matemática              | [ 1 ]       |
| 2006 |        | Veniamin Alekseyev             | história                | [ 1 ]       |
| 2006 |        | Vladimir Kulakov               | medicina                | [ 1 ]       |
| 2007 |        | Boris Kovalchuk                | física                  | [ 1 ]       |
| 2007 |        | Oleg Chupakhin                 | química                 | [ 1 ]       |
| 2007 |        | Mikhail Ivanovich Kuzmin       | geociências             | [ 1 ]       |
| 2008 |        | Yevgeny Mishchenko             | matemática              | [ 1 ]       |
| 2008 |        | Anatoly Grigoriev              | medicina                | [ 1 ]       |
| 2008 |        | Valery Makarov                 | economia                | [ 1 ]       |
| 2009 |        | Yury Kagan                     | física                  | [ 1 ]       |
| 2009 |        | Dmitry Rundkvist               | geociências             | [ 1 ]       |
| 2009 |        | Yury Tretyakov                 | química                 | [ 1 ]       |
| 2009 |        | Alexey Olovnikov               | biologia                | [ 1 ]       |
| 2010 |        | Yury Osipov                    | matemática              | [ 1 ]       |
| 2010 |        | Gennady Sakovich               | química                 | [ 1 ]       |
| 2010 |        | Serhiy Alexeyev                | humanidades             | [ 1 ]       |
| 2011 |        | Alexander Andreev              | física                  | [ 1 ]       |
| 2011 |        | Yury Zhuravlyov                | biologia                | [ 1 ]       |
| 2011 |        | Vladimir Kotlyakov             | geociências             | [ 1 ]       |
| 2012 |        | Yevgeny Primakov               | ciências sociais        | [ 2 ]       |
| 2012 |        | Ilya Moiseev                   | química                 | [ 2 ]       |
| 2012 |        | Yevgeny Avrorin                | física                  | [ 2 ]       |
| 2013 |        | Yury Yershov                   | matemática              | [ 3 ]       |
| 2013 |        | Alexander Spirin               | biologia                | [ 3 ]       |
| 2013 |        | Kliment Troubetzkoy            | mineração               | [ 3 ]       |
| 2014 |        | Nikolai Kardashev              | astrofísica             | [ 4 ]       |
| 2014 |        | Oleg Nefyodov                  | química                 | [ 4 ]       |
| 2014 |        | Bagrat Sandukhadze             | Melhoramento de trigo   | [ 4 ]       |
| 2015 |        | Michail Marov                  | exploração espacial     | [ 5 ]       |
| 2015 |        | Rostislav Karpov               | cardiologia             | [ 5 ]       |
| 2015 |        | Viktor Koroteyev               | Paleovulcanologia       | [ 5 ]       |
| 2016 |        | Yury A. Zolotov                | química analítica       | [ 6 ] [ 5 ] |
| 2016 |        | Vyacheslav I. Molodin          | arqueologia             | [ 6 ] [ 5 ] |
| 2016 |        | Valery Rubakov                 | física fundamental      | [ 6 ] [ 5 ] |
| 2017 |        | Vladimir Fortov                | física                  |             |
| 2017 |        | Gennady Alekseyevich Romanenko | ciências agrárias       |             |
| 2017 |        | Vladimir Skulachev             | bioenergética           |             |
| 2019 |        | Yuri Oganessian                | física nuclear          | [ 7 ]       |
| 2019 |        | Alexander Chibilev             |                         | [ 7 ]       |
| 2019 |        | Vyacheslav Rozhnov             |                         | [ 7 ]       |
| 2019 |        | Eduard Rossel                  |                         | [ 7 ]       |
| 2020 |        | Viktor Sadovnichiy             | matemática              |             |
| 2020 |        | Leopold Igorevich Leontiev     | metalurgia              |             |
| 2020 |        | Anatoly Torkunov               | relações internacionais |             |